# Emir Sulejmanović
Emir Sulejmanović (Rogatica, Bosnia y Herzegovina, 13 de julio de 1995) es un jugador de baloncesto bosnio, con pasaporte finlandés, que juega en el Unicaja Málaga de la Liga ACB. Con 2,06 de estatura, su puesto natural en la cancha es el de ala-pívot.

## Carrera
Sulejmanović nació en  Srebrenica, Bosnia y Herzegovina, pero emigró junto a su familia a Jyväskylä, Finlandia en 1997.
La familia finalmente se asentó en Kaarina en el 2000, donde Sulejmanović inició su carrera en el baloncesto jugando para el Kaarina Ura. En 2011 fue transferido a las categorías júnior del KK Union Olimpija, firmando un contrato de cuatro años, y siendo ascendido al primer equipo un año después. Participó en su primer partido de Euroliga contra el Real Madrid Baloncesto en diciembre del 2012.
En julio de 2013 fue fichado por el FC Barcelona Bàsquet por tres temporadas. Inició la temporada 2013-14 jugando con el equipo filial, el FC Barcelona B, donde estuvo las dos siguientes temporadas, disputando algunos encuentros con el primer equipo.
En abril de 2015 fue cedido a la Orlandina Basket hasta el final de la temporada.
El 4 de agosto de 2016 fichó por la Cibona Zagreb.
Tras su paso por el equipo croata, en agosto de 2017 firmó por dos temporadas con el Montakit Fuenlabrada, siendo cedido tres meses después al Club Baloncesto Breogán, donde estuvo la temporada 2017-18 (disputando la LEB Oro) y la 2018-19 (disputando la Liga ACB).
El 16 de agosto de 2019, firmó con el Bilbao Basket por dos temporadas.
En verano de 2020, firma por Lenovo Tenerife de la Liga ACB, donde juega durante dos temporadas logrando el título de la Basketball Champions League.  Además el jugador disputó la Copa del Rey y los Playoffs con el equipo aurinegro en ambas campañas.
El 20 de julio de 2022, firma por RETAbet Bilbao Basket de la Liga ACB.
Tras una temporada en Bilbao Basket, el 14 de julio de 2023, firma por Casademont Zaragoza de la Liga ACB.
El 28 de junio de 2025 frima con el Unicaja de la Liga ACB.

### Selección nacional
Sulejmanović jugó con la selección nacional de Finlandia en las categorías sub-16 y sub-20. 
A pesar de eso, anunció su decisión de representar a Bosnia y Herzegovina en los futuros torneos internacionales de categoría sénior. En los partidos clasificatorios para el mundial de 2023, promedió 8.7 puntos 5.5 rebotes y 13 de valoración.
En septiembre de 2022 disputó con el combinado absoluto bosnio-herzegovino el EuroBasket 2022, finalizando en decimoctava posición.